# Hemitriccus obsoletus
Hemitriccus obsoletus е вид птица от семейство Tyrannidae.

## Разпространение
Видът е разпространен в Аржентина и Бразилия.